# Allium peninsulare
Allium peninsulare — вид трав'янистих рослин родини амарилісові (Amaryllidaceae), поширений у штатах Каліфорнія й Орегон США, Нижня Каліфорнія, Мексика.

## Опис
Цибулин 1–5+, збільшені цибулини відсутні або ± дорівнюють материнським цибулинам, від яйцюватих до ± кулястих, 0.6–1 × 6–10 см; зовнішні оболонки містять 1 або більше цибулин, від коричневих до сіро-коричневих, помітно клітинно-сітчасті, перетинчасті; внутрішні оболонки білі. Листки стійкі, в'януть від кінчика в період цвітіння, 2–3; листові пластини субциліндричні або ± жолобчасті, 8–30 см × 1–3 мм, краї цілі. Стеблина стійка, одиночна, прямостійна, циліндрична, 12–45 см × 1–3 мм. Зонтик стійкий, прямостійний, нещільний, 5–35-квітковий, від півсферичного до конічного, цибулинки невідомі. Квіти дзвінчасті, 8–15 мм; листочки оцвітини прямостійні, червонувато-пурпурні, від ланцетних до еліптичних, нерівні, зовнішні — довші й ширші ніж внутрішні, краї цілі або внутрішні дрібно зубчасті, верхівки гострі або коротко гострі. Пиляки жовті; пилок жовтий. Насіннєвий покрив тьмяний.

## Поширення
Поширений у штатах Каліфорнія й Орегон США, Нижня Каліфорнія, Мексика.